# レフカダ島
レフカダ島 （レフカダとう、ギリシア語: Λευκάδα / Lefkada、ギリシア語発音: [le̞fˈkaða]）は、イオニア海（地中海の一部）に位置するギリシャ領の島。地理的・行政的なイオニア諸島地方に属する。最大の都市はレフカダ (Lefkada (city)) 。
ラフカディオ・ハーン（小泉八雲）はこの島の出身であり、「ラフカディオ」の名はこの島の名から採られている。

## 名称

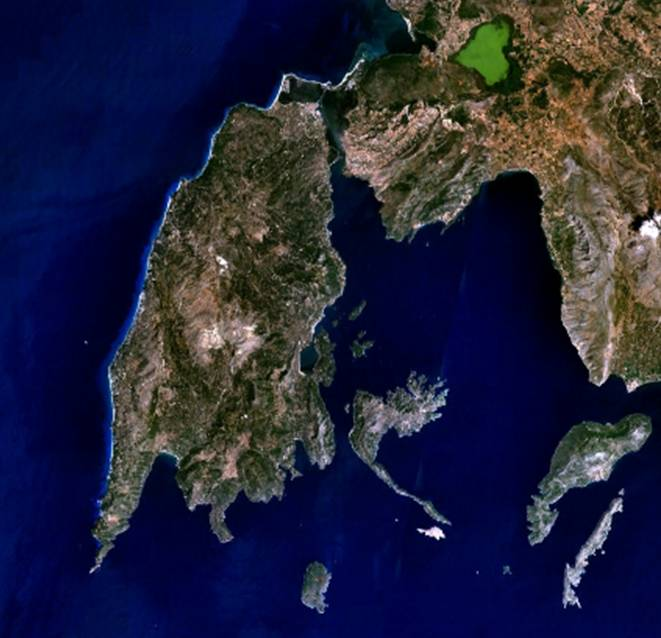
衛星画像

カサレヴサではレフカス島（Λευκάς / Lefkás）と表記される。古名はレウカス島（古代ギリシア語: Λευκάς / Leukás）。この地名は、ギリシャ語で「白」を意味する「レフコス」、あるいは「白い岩」を意味する「レフカタス」に由来する。
中世にはアヤ・マウラ島（Αγία Μαύρα）の名でも呼ばれた。この島は長らくヴェネツィア共和国とオスマン帝国の統治下にあり、イタリア人たちはサンタマウラ（イタリア語: Santa Maura）、トルコ人たちはアヤマウラ（トルコ語: Ayamavra）の名で呼んだ。

## 地理
ギリシャ共和国西部、行政的なイオニア諸島地方（ペリフェリア）のほぼ中央部に所在する、イオニア諸島では4番目に大きな島である。
北西方向にやや離れてケルキラ島・パクシ島があり、南にケファロニア島とイタキ島がある。島の北東端に、島で最大の都市であるレフカダの市街が位置しており、狭い水路によって本土と区切られている。本土とは土手道と浮き橋によってつながっている。
島の南端にはレフカタス岬がある。
- レフカダの街並み
- 海岸
- アタニの集落（アポロニイ地区）

## 歴史

### 先史・古代
島には青銅器時代（紀元前3000年 - 紀元前1000年）の遺跡があり、遺物が発見されている。
古代ローマの地理学者ストラボンによれば、アカルナニアの海岸部は古い時代に「レウカス」（Leucas）と呼ばれていたという。レウカスは紀元前7世紀にコリントス人によって植民が行われ、水路が開鑿されて本土と切り離された。ペロポネソス戦争中、レウカスはスパルタを盟主とするペロポネソス同盟に参加した。
紀元前338年、マケドニア王国のピリッポス2世による支配下に置かれる。その後、古代ローマの領域に入るが、紀元前2世紀にはローマに対する反乱も発生している。

### 中世
1204年、イピロス専制公国が第4回十字軍後の混乱の中で自立すると、レフカダ島もその領域に含まれた。1294年、ニケフォロス1世が娘のマリアをケファロニア宮廷伯ジョヴァンニ1世オルシーニと結婚させた際、レフカダ島は娘の所領として贈られた。オルシーニ伯によって建設されたサンタマウラ要塞は、当時の島の中心地であった。その後、島の領主はアンジュー家やトッツィ家に代わった。
1479年、オスマン帝国が島を占領する。1502年から03年にかけてヴェネツィア共和国が一時的に支配したが、1503年にオスマン帝国が奪回する。1684年、ヴェネツィア共和国が島を占領した。このとき、アマクシヒ（現在のレフカダ市街）に首府が移された。

### 近現代
1797年、ナポレオン1世によってヴェネツィア共和国は終焉を迎え、レフカダ島を含むイオニア諸島はフランス領イオニア諸島となった。1799年にはロシア海軍が諸島を占領し、1800年にロシアとオスマン帝国が設立した共同保護国・七島連合共和国（イオニア七島連邦国）の一部となった。1807年のティルジット条約によってイオニア諸島はフランス帝国の支配下に戻されたが、1809年以降イギリスの攻勢にさらされた。レフカダ島は1810年、イギリスによって占領されている。1815年の第二次パリ条約によって、イギリスの保護国としてイオニア諸島合衆国（United States of the Ionian Islands, Ηνωμένον Κράτος των Ιονίων Νήσων）が樹立され、レフカダ島もその一部となった。
1864年6月2日にイオニア諸島はギリシャ王国に引き渡された。

## 行政区画

### 市（ディモス）
レフカダ市（Δήμος Λευκάδας）は、イオニア諸島地方レフカダ県に属する基礎自治体（ディモス）である。レフカダ島およびその近隣の島嶼を市域とする。
- レフカダ島
- カラモス島（英語版）
- カストス島（英語版）

レフカダ島とカラモス島・カストス島の間にはメガニシ島が所在する。メガニシ島はメガニシ市として別の自治体になっており、カラモス島・カストス島は飛び地状態となっている。
- レフカダ島東南沖の島々
- カラモス島

### 旧自治体（ディモティキ・エノティタ）
現在のレフカダ市は、カリクラティス改革（2010年1月施行）にともない、（旧）レフカダ市を含む7自治体が合併して発足した。旧自治体は、新自治体を構成する行政区（ディモティキ・エノティタ）となっている。
下表の番号は、下に掲げた「旧自治体」地図の番号に相当する。下表の「旧自治体名」欄は、無印がディモス（市）、※印がキノティタ（村）の名を示す。
|   | 旧自治体                  | 綴り       | 政庁所在地      | 面積 km2 | 人口   |
| - | ------------------------- | ---------- | --------------- | -------- | ------ |
| 1 | レフカダ                  | Λευκάδα    | レフカダ        | *        | 16,307 |
| 2 | アポロニイ （アポロニア） | Απολλώνιοι | ヴァシリキ (el) | *        | 3,235  |
| 3 | エロメノス                | Ελλομένος  | ニドリ (el)     | *        | 4,600  |
| 4 | カリヤ                    | Καρυά      | カリヤ (el)     | *        | 1,427  |
| 6 | スファキオテス            | Σφακιώτες  | ラザラタ (el)   | *        | 1,862  |
| 7 | カラモス ※                | Κάλαμος    | カラモス        | *        | 543    |
| 8 | カストス ※                | Καστός     | カストス        | *        | 120    |

- レフカダ県の旧自治体（2010年まで）
- 旧レフカダ市（2010年まで）
- レフカダ市（2011年から）

- Διοικητική διαίρεση νομού Λευκάδας - レフカダ県の自治体・集落一覧（1999年 - 2010年）

## 交通

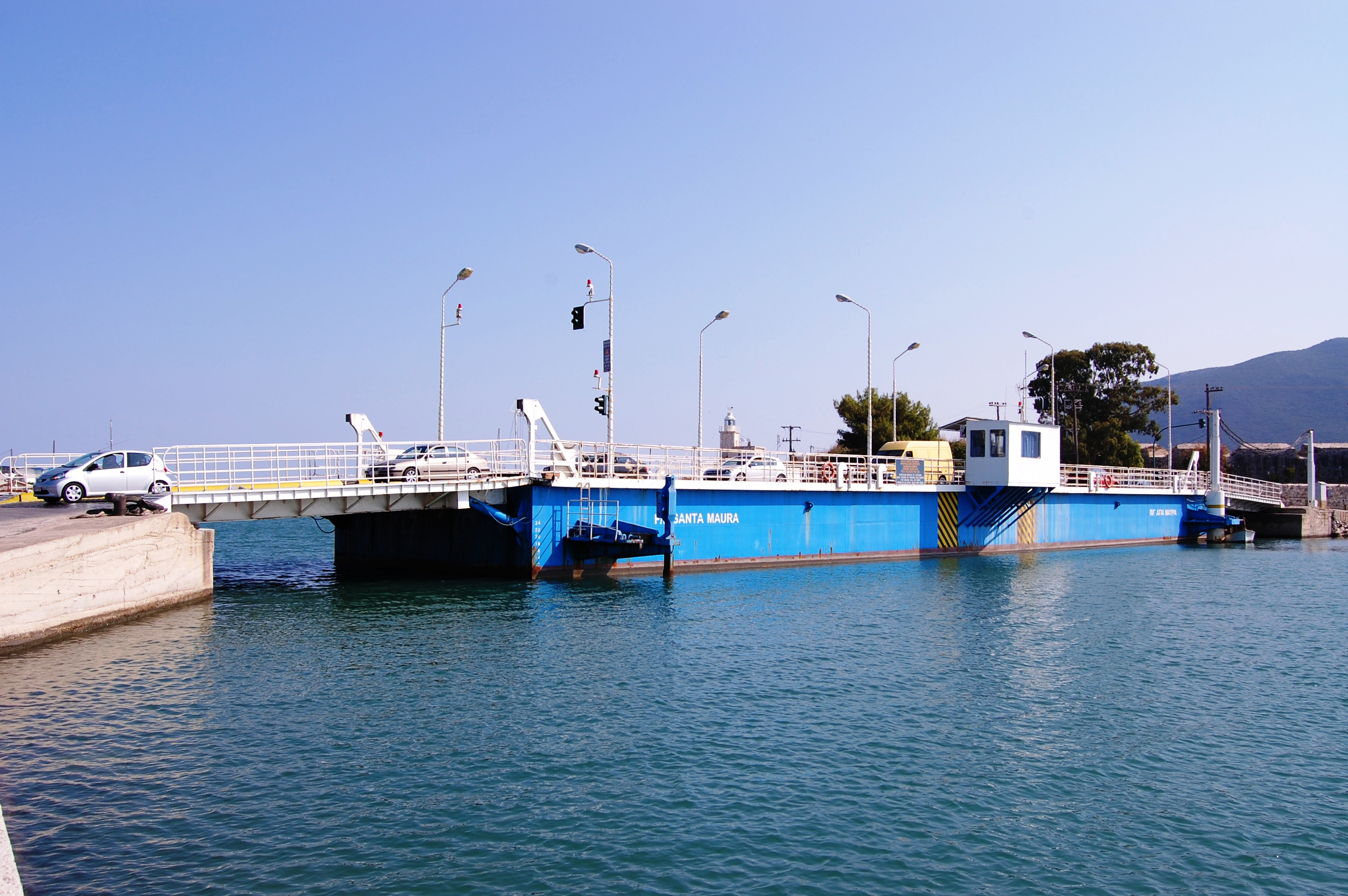
本土とを結ぶ船橋

### 道路
レフカダ市街およびレフカダ付近の砂嘴からは橋が架けられており、本土と結ばれている。
自動車道路
- GR-42号線  (en)  : 〔…… - ヴォニツァ - アギオス・ニコラオス〕 - レフカダ - ヴァシリキ[3]

### 空港
県内には空港はないが、レフカダ市街から18kmの距離（直線距離で東北へ約10kmほど）にあるアクティオ空港（エトリア＝アカルナニア県アクティオ＝ヴォニツァ市）が「レフカダ空港」の名で知られ、レフカダ島への空路でのアクセスに用いられる。

### 港湾
- ニドリ港（レフカダ島）
- ヴァシリキ港（レフカダ島）

島の港からは、ケファロニア島・イタキ島・メガニシ島に向かうカーフェリーが出ている。

## 文化・観光

### 神話・伝承の中のレフカダ島
古代ギリシャの女性詩人サッポー（サッフォー）にまつわる伝承のひとつによれば、サッポーはパオーン（ファオーン）に対する失恋を嘆き、レフカタスの岬で断崖から身を投げたという。この伝承はアプロディーテとオデュッセウスの伝説など、多くの神話・伝承に結びついている。
ドイツ人の建築家・考古学者ヴィルヘルム・デルプフェルト（1853年 – 1940年）は、『ホメロス』に記された英雄オデュッセウスの出身地「イタカ（Ithaca）」 (Homer's Ithaca) はレフカダ島であると推測し、島の南岸・ニドリの西にある遺跡をオデュッセウスの宮殿と考えた。この関係で、ニドリにはデルプフェルトの像が建てられている。

### 観光
周辺の小島は隠れ家のようなリゾート地となっており、その一つスコルピオス島（メガニシ市所属）はかつてアリストテレス・オナシスが所有していた。ニドリにはオナシスの像が建てられている。

## 姉妹都市
- 新宿区（日本・東京都）
  - 1989年10月12日 旧レフカダ町と友好都市協定調印

レフカダで生まれ新宿で亡くなった小泉八雲（ラフカディオ・ハーン）の縁による。1984年、レフカダに八雲の記念碑が建立され、翌85年に新宿区長がレフカダを訪問したことを契機として交流が活発化し、協定調印に至る。

## 人物

### 著名な出身者

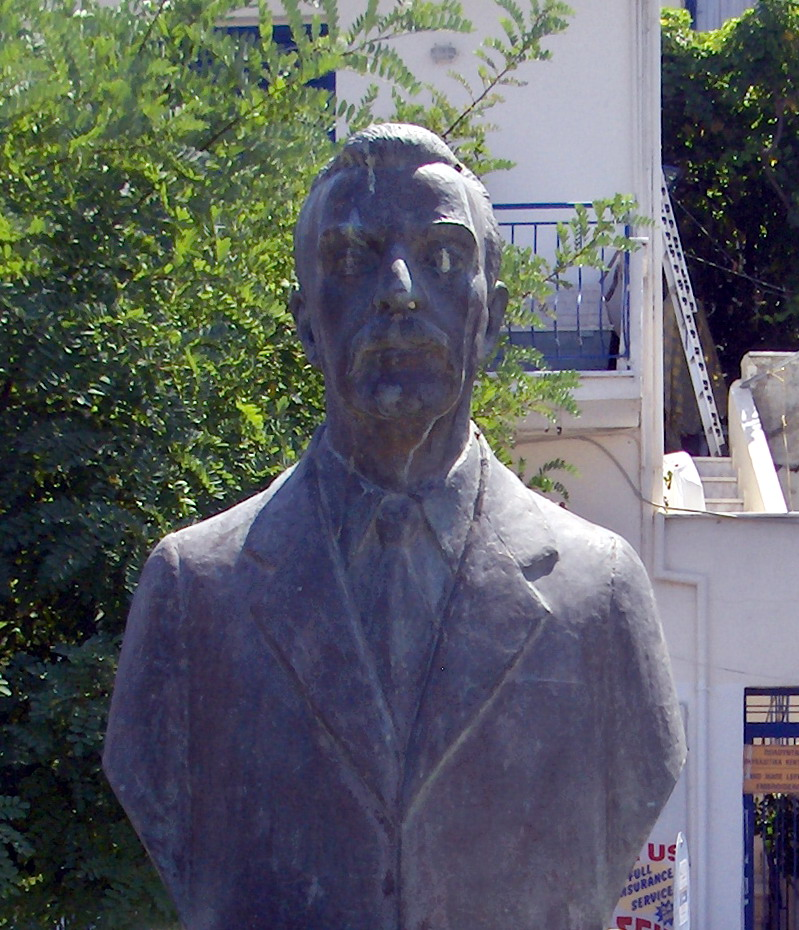
レフカダの小泉八雲像

- アリストテリス・ヴァラオリティス（英語版） - 詩人（1824年 - 1879年）
- ラフカディオ・ハーン（小泉八雲） - 作家（1850年 – 1904年）。
- ディミトリオス・ゴレミス - 陸上選手（1874年 - 1941年）
- アンゲロス・シケリアノス（英語版） - 詩人（1884年 - 1951年）
- テオドロス・スタモス（英語版） - 画家（1922年 – 1997年）
- アポストロス・カクラマニス（英語版） - 政治家（1936年生まれ）
- アグネス・バルツァ - メゾソプラノ歌手（1944年生まれ）